# Miguel Herrán
Miguel Ángel García de la Herrán (Málaga, 25 de abril de 1996) conocido artísticamente como Miguel Herrán, es un actor español. Fue ganador del premio Goya al mejor actor revelación en 2016. Se hizo ampliamente conocido por su papel de «Río» en la serie La casa de papel y de Christian en la serie Élite.

## Biografía
Miguel García Herrán nació el 25 de abril de 1996 en Málaga, Andalucía. Se mudó de pequeño a Madrid con su madre, donde vivían en el barrio de Chamberí.

## Vida personal
Nació y creció en Malaga junto a su madre. Su padre siempre se mantuvo ausente. En 2019 se dio a conocer su relación sentimental con Sandra Escacena que finalizó en 2021.

## Carrera
Fue descubierto por el actor y director Daniel Guzmán cuando realizaba un «casting de acera», para la película A cambio de nada. Así obtuvo el papel de Darío, que poco después le haría ganar su primer Goya al mejor actor revelación.
Al mismo tiempo que se rodaba la película, Miguel estudió un año en el Laboratorio William Layton, el mismo lugar donde estudió Daniel, y posteriormente continuó sus estudios en la Central de Cine de Madrid.
Después del Goya fue galardonado con el San Pancracio Actor Revelación en el Festival Solidario de Cine Español en Cáceres y en abril recibió en el Festival de Málaga el Premio RTVA a la «Proyección del Talento Andaluz».
En 2016 forma parte del reparto de dos nuevas películas. Tiene un pequeño papel en El guardián invisible de Fernando González Molina, junto con Marta Etura y Elvira Mínguez, y otro, algo más importante, en 1898: Los últimos de Filipinas, dirigida por Salvador Calvo y donde comparte escena con actores como Álvaro Cervantes, Patrick Criado, Karra Elejalde, Luis Tosar. Además, participa como protagonista en un cortometraje para una producción india (Gaana) de Bollywood.
En 2017, Atresmedia estrenó la serie La casa de papel, donde Miguel interpreta a Aníbal Cortés, alias «Río» y comparte reparto con Álvaro Morte, Úrsula Corberó, Pedro Alonso, Alba Flores y Paco Tous, entre otros. 
A principios de 2018, Netflix anunció que Miguel Herrán formaría parte de Élite, su segunda serie original en España tras Las chicas del cable. Además, esta misma plataforma anuncia en el evento See What's Next, celebrado en Roma a mediados de abril, la producción de una nueva temporada de La casa de papel en la que el actor sigue dando vida a su personaje.
En 2019, se estrenó la tercera parte de La casa de papel en Netflix y la segunda temporada de Élite, en la que aparece únicamente en un episodio, al ser incompatible compaginar el rodaje de ambas series. 
En septiembre de 2019 comienza a rodar Hasta el cielo, un thriller de atracos dirigido por Daniel Calparsoro y con guion de Jorge Guerricaechevarría en el que da vida a Ángel, un joven que se une a una banda de atracadores que tiene en jaque a toda la policía de Madrid. En este largometraje, que se estrenó el 18 de diciembre de 2020, también participan Luis Tosar (Rogelio), Carolina Yuste (Estrella) y Asia Ortega (Sole).
El 3 de abril de 2020, se estrenó la cuarta temporada de La casa de papel. En agosto de 2020 rodó la quinta temporada de la serie y se informó de que sería la última.
En agosto de 2021 comienza a rodar Modelo 77, una película dirigida por Alberto Rodríguez y que protagoniza junto con Javier Gutiérrez. La película se traslada a la Cárcel Modelo de Barcelona en el año 1977, en la que Herrán dará vida a un joven contable que ha cometido un desfalco y le piden penas de entre 10 y 20 años. Para lograr un indulto para este castigo desproporcionado, el joven se une a un grupo de presos que se está organizando para exigir una amnistía. La película está disponible en los cines de España a partir del 23 de septiembre de 2022 y en Movistar Plus+ a partir del 10 de febrero de 2023.
El 1 de abril de 2022 se estrena Canallas, película dirigida por Daniel Guzmán, en la que Herrán participa.
En julio de 2022 comienza a rodar Los Farad. Una serie original de Amazon Prime Video en la que dará vida a Oskar, un joven que se verá envuelto en una trama de tráfico de armas en la Marbella de los años 80. La serie dirigida por Mariano Barroso contará también con Susana Abaitua que dará vida a Sara Farad.

## Filmografía

### Cine
| Año  | Título                         | Papel                | Dirección                |
| ---- | ------------------------------ | -------------------- | ------------------------ |
| 2015 | A cambio de nada               | Darío Buendía Saíz   | Daniel Guzmán            |
| 2015 | 1898, Los últimos de Filipinas | Soldado Carvajal     | Salvador Calvo           |
| 2017 | El guardían invisible          | Miguel Ángel         | Fernando González Molina |
| 2018 | Alegría, tristeza              | Borja                | Ibon Cormenzana          |
| 2018 | Tiempo después                 | Ray                  | José Luis Cuerda         |
| 2020 | Hasta el cielo                 | Ángel Montoya Campos | Daniel Calparsoro        |
| 2022 | Canallas                       | Brujo (joven)        | Daniel Guzmán            |
| 2022 | Modelo 77                      | Manuel Gómez         | Alberto Rodríguez        |
| 2024 | Valle de sombras               | Quique               | Salvador Calvo           |
| 2025 | La tregua                      | Teniente Salgado     |                          |

### Televisión
| Año         | Título                  | Cadena             | Papel                         | Notas        |
| ----------- | ----------------------- | ------------------ | ----------------------------- | ------------ |
| 2017 - 2021 | La casa de papel        | Antena 3 / Netflix | Aníbal Cortés ''Río''         | 41 episodios |
| 2018 - 2019 | Élite                   | Netflix            | Christian Varela Expósito     | 9 episodios  |
| 2023        | Los Farad               | Prime Video        | Oskar                         | 8 episodios  |
| 2024        | Asalto al Banco Central | Netflix            | José Juan Martínez "El Rubio" | 5 episodios  |

## Premios y nominaciones
Premios Goya
| Año  | Categoría                                   | Película         | Resultado |
| ---- | ------------------------------------------- | ---------------- | --------- |
| 2016 | Mejor actor revelación                      | A cambio de nada | Ganador   |
| 2023 | Mejor interpretación masculina protagonista | Modelo 77        | Nominado  |

Premios Forqué
| Año  | Categoría                | Título    | Resultado |
| ---- | ------------------------ | --------- | --------- |
| 2023 | Mejor actor protagonista | Modelo 77 | Nominado  |

Medallas del Círculo de Escritores Cinematográficos
| Año  | Categoría        | Título           | Resultado |
| ---- | ---------------- | ---------------- | --------- |
| 2016 | Actor revelación | A cambio de nada | Nominado  |
| 2022 | Mejor actor      | Modelo 77        | Nominado  |

Festival de Málaga
| Año  | Categoría                   | Trabajo     | Resultado |
| ---- | --------------------------- | ----------- | --------- |
| 2016 | Premio Talento Andaluz RTVA | Trayectoria | Ganador   |

Festival Solidario de Cine Español en Cáceres
| Año  | Categoría                               | Película         | Resultado |
| ---- | --------------------------------------- | ---------------- | --------- |
| 2016 | San Pancracio al Mejor actor revelación | A cambio de nada | Ganador   |